# Juglans notha
Juglans notha är en valnötsväxtart som beskrevs av Alfred Rehder. Juglans notha ingår i släktet valnötter, och familjen valnötsväxter. Inga underarter finns listade i Catalogue of Life.